# فلسفة الحرية
فلسفة الحرية هي العمل الفلسفي الأساسي للفيلسوف والباحث وعالم غوته الباطني رودولف شتاينر (1861-1925). إنه يعالج مسألة ما إذا كان البشر أحرارًا وبأي معنى. نشر العمل في الأصل عام (1894) باللغة الألمانية باسم Die) Philosophie der Freiheit مع طبعة ثانية نشرت في عام (1918)، وقد ظهر العمل تحت عدد من العناوين الإنجليزية، بما في ذلك فلسفة النشاط الروحي (العنوان الذي اقترحه شتاينر للترجمة باللغة الإنجليزية)، فلسفة الحرية، والتفكير الحدسي كمسار روحي.
يدرس الجزء الأول من فلسفة الحرية أساس الحرية في التفكير البشري، ويقدم سردًا للعلاقة بين المعرفة والإدراك، ويستكشف دور وموثوقية التفكير في تكوين المعرفة. في الجزء الثاني يحلل شتاينر الشروط اللازمة للبشر ليكونوا أحرارًا، ويطور فلسفة أخلاقية يسميها "الفردية الأخلاقية". يشير العنوان الفرعي للكتاب، في بعض نتائج الملاحظة الاستبطانية التي ترسم أساليب العلوم الطبيعية، إلى النهج الفلسفي الذي ينوي شتاينر اتباعه.

## السياق التاريخي
أراد شتاينر كتابة فلسفة الحرية منذ عام (1880) على الأقل. سبق ظهور فلسفة الحرية في عام (1894) منشوراته عن غوته، مع التركيز على نظرية المعرفة وفلسفة العلوم، لا سيما غوته العالم (1883) ونظرية المعرفة الضمنية في مفهوم غوته العالمي (1886). في عام (1891)، قدم شتاينر أطروحة الدكتوراه الخاصة به، وهي دراسة معرفية تتضمن مناقشة نظريات كانط وفيشت في المعرفة. نُشرت نسخة منقحة من الأطروحة بعد عام على شكل كتاب باسم الحقيقة والمعرفة مقدمة لفلسفة الحرية، مكرسة لإدوارد فون هارتمان. في مقدمة فلسفة الحرية نفسها، وصف شتاينر هدف الكتاب: يجب أن تصبح المعرفة "حية عضويًا". جميع الفلاسفة الحقيقيون كانوا فنانين في عالم المفاهيم. بالنسبة لهم، كانت الأفكار البشرية هي مواد فنانيهم والمنهج العلمي لتقنيتهم الفنية.
عندما كان شتاينر طالبًا في فيينا، حضر بعض محاضرات فرانز برينتانو، وهي مقدمة مهمة للحركة الظاهرية في الفلسفة (انظر مدرسة برينتانو). مثل علماء الظواهر اللاحقين، كان شتاينر يبحث عن طريقة لحل مشكلة الموضوع والكائن. كان نهج شتاينر للحرية مستوحى جزئيًا من كتاب شيلر حول التعليم الجمالي للإنسان واستجابة للأعمال العلمية لغوته، الذي اعتقد شتاينر أنه لم يركز بشكل كاف على دور التفكير في تطوير الحرية الداخلية.
تأثر شتاينر أيضًا بشدة عندما كان شابًا بحجة كانط في نقد العقل الخالص بأنه لا يمكننا معرفة الأشياء كما هي في حد ذاتها، ويكرس فصلًا طويلًا من فلسفة الحرية، "هل هناك حدود للمعرفة؟"، لدحض هذا الرأي، بحجة أنه لا توجد حدود للمعرفة من حيث المبدأ. هذا الادعاء مهم للحرية، لأن الحرية بالنسبة لشتاينر تنطوي على معرفة الأساس الحقيقي لأفعالنا. إذا كان هذا الأساس لا يمكن معرفته، فإن الحرية غير ممكنة. تسحتجيب حجة شتاينر لصالح الحرية أيضًا للحتميين مثل سبينوزا، الذين يحددون العمل البشري مثل أي شيء آخر في الضرورة التي تحكم الطبيعة ككل. من بين الفلاسفة الآخرين الذين جرت مناقشتهم أو ذكرهم في فلسفة الحرية جورج بيركلي، بيير جان جورج كابانيس، ديكارت، إرنست هيجل، روبرت هامرلينج، فون هارتمان، هيجل، ديفيد هيوم، يوهانس كريينبوهل، أوتو ليبمان، فريدريش بولسن، بول ري، يوهانس ريمكي، شيلينج، شوبنهاور، هربرت سبنسر، وديفيد شتراوس.

## واقعية الحرية
يبدأ شتاينر الجزء الثاني من الكتاب بالتأكيد على دور الوعي الذاتي في التفكير الموضوعي. هنا يعدل الوصف المعتاد للتجربة الداخلية والخارجية من خلال الإشارة إلى أن مشاعرنا، على سبيل المثال، تعطى لنا بسذاجة مثل التصورات الخارجية. كل من هذه المشاعر والتصورات، تخبر عن الأشياء التي نهتم بها: واحدة عن أنفسنا، والأخرى عن العالم. كلاهما يتطلب مساعدة التفكير لاختراق الأسباب التي تنشأ، لفهم رسالتها الداخلية. وينطبق الشيء نفسه على إرادتنا. في حين أن مشاعرنا تخبر كيف يؤثر العالم علينا، فإن إرادتنا تخبرنا كيف سنؤثر على العالم. لا يصل أي منهما إلى الموضوعية الحقيقية، لأن كلاهما يخلط بين وجود العالم وحياتنا الداخلية بطريقة غير واضحة. يؤكد شتاينر أننا نختبر مشاعرنا وإرادتنا -وتصوراتنا أيضاً- على أنها جزء أساسي منا أكثر من تفكيرنا. السابق أكثر أساسية وأكثر طبيعية. يحتفل بهذه الهبة من التجربة الطبيعية المباشرة، لكنه يشير إلى أن هذه التجربة لا تزال ثنائية بمعنى أنها تشمل جانبًا واحدا فقط من العالم.
فيما يتعلق بحرية الإرادة، يلاحظ شتاينر أن السؤال الرئيسي هو كيف تنشأ إرادة العمل في المقام الأول. يصف شتاينر أنه يبدأ بمصدرين للعمل البشري: من ناحية، القوى الدافعة التي تنبع من كياننا الطبيعي، من غرائزنا ومشاعرنا وأفكارنا بقدر ما تحددها شخصيتنا. ومن ناحية أخرى، أنواع مختلفة من الدوافع الخارجية التي قد نتبناها، بما في ذلك إملاءات القواعد الأخلاقية أو الأخلاقية المجردة. بهذه الطريقة، تجلب كل من الطبيعة والثقافة قوى تؤثر على إرادتنا وحياة روحنا. بالتغلب على هذين العنصرين، وكلاهما ليس فردياً، يمكننا تحقيق حدس فردي حقيقي يتحدث عن الموقف الخاص المطروح. من خلال التغلب على الاستجابة العبودية أو التلقائية لإملاءات كل من دوافعنا "الدنيا" والأخلاق التقليدية، ومن خلال تنظيم مكان التقاء للعناصر الموضوعية والذاتية للتجربة، نجد الحرية في اختيار كيفية التفكير والتصرف.
لا تتمثل الحرية بالنسبة لشتاينر في تمثيل كل شيء شخصي في داخلنا، بل في التصرف بدافع الحب، بشكل مدروس وخلاق. بهذه الطريقة يمكننا أن نحب أفعالنا الخاصة، والتي تعد فريدة وفردية بالنسبة لنا، بدلاً من أن تنبع من طاعة القواعد الأخلاقية الخارجية أو الدوافع الجسدية القهرية. ويشكل هذان الأخيران قيوداً على الحرية.
سواء كان عدم حريته مفروضاً عليه بالوسائل المادية أو بالقوانين الأخلاقية، سواء كان الإنسان غير حر لأنه يتبع رغبته الجنسية غير المحدودة أو لأنه مقيد بقيود الأخلاق التقليدية، فهو أمر غير مهم تماماً من وجهة نظر معينة... دعونا لا نؤكد أن مثل هذا الرجل يمكن أن ينسب أفعاله إليه، إذ يرى أنه مدفوع إليها بقوة أخرى غير نفسه. تنشأ الحرية بشكل أوضح في اللحظة التي يصبح فيها الإنسان نشطًا في التفكير الفردي النقي. هذا، بالنسبة لشتاينر، نشاط روحي. ثم يجري تحقيق الحرية من خلال تعلم السماح لجزء أكبر من أفعال المرء بأن يجري تحديده من خلال هذا الفكر الفردي، بدلًا من العادة أو الإدمان أو رد الفعل أو الدوافع اللاإرادية أو اللاواعية. يميز شتاينر بين التفكير الخالص إلى "الحدس الأخلاقي" (صياغة الأغراض الفردية)، و"الخيال الأخلاقي" (الاستراتيجيات الإبداعية لتحقيق هذه الأغراض الأكبر في الموقف الملموس)، و"التقنية الأخلاقية" (القدرة العملية على تحقيق ما هو مقصود). يقترح أننا لا نحقق أفعالًا مجانية إلا عندما نجد استجابة مدفوعة أخلاقياً ولكنها محددة لفورية موقف معين. مثل هذه الاستجابة ستكون دائماً فردية بشكل جذري. لا يمكن التنبؤ به أو وصفه.